# یواس‌سی‌جی‌سی کلمته (دبلیواچ‌ئی‌سی-۶۶)
یواس‌سی‌جی‌سی کلمته (دبلیواچ‌ئی‌سی-۶۶) (به انگلیسی: USCGC Klamath (WHEC-66)) یک کشتی بود که طول آن ۲۵۴ فوت (۷۷ متر) بود.